# Мехерпур
Мехерпур (бенг. মেহেরপুর) — город и муниципалитет на западе Бангладеш, административный центр одноимённого округа. Город был основан в начале XVI века. В 1960 году получил статус муниципалитета. Площадь города равна 13,62 км². По данным переписи 2001 года, в городе проживало 35 771 человек, из которых мужчины составляли 52,33 %, женщины — соответственно 47,67 %. Плотность населения равнялась 2626 чел. на 1 км². Уровень грамотности взрослого населения составлял 49,4 % (при среднем по Бангладеш показателе 43,1 %).